# Романова, Вера Константиновна
Вера Константиновна (11 [24] апреля 1906, Павловск, Санкт-Петербургская губерния — 11 января 2001, Вэлли-Коттедж, около Нью-Йорка) — русская княжна императорской крови, младшая дочь великого князя Константина Константиновича и великой княгини Елизаветы Маврикиевны, правнучка императора Николая I, троюродная сестра императора Николая II. В последние годы жизни Высший монархический совет считал её императрицей России, после смерти которой наследников российского престола не осталось.

## Биография
Вера Константиновна была последним ребёнком в многодетной семье великого князя Константина Константиновича, родилась 11 апреля 1906 года. Её крёстной матерью была императрица Александра Фёдоровна. Раннее детство провела в подмосковной усадьбе Осташёво на берегу реки Руза.
В детстве она пережила большой шок, когда при ней от сердечной астмы в 1915 году умер отец. Позднее она вспоминала, что бросилась к маме с криком: «Mama, Papa hat kein Luft!» (нем.) («Мама, папе нечем дышать!»). Потом все удивлялись, как она смогла открыть тяжёлые двери кабинета. После смерти отца в 1915 году вместе с матерью жила в Мраморном дворце до революции.
В октябре 1918 года она вместе с матерью, братом Георгием и племянниками Всеволодом и Екатериной уехали из России в Швецию, на шведском судне Ångermanland из Кронштадта в Стокгольм. В 1920 году из-за финансовых проблем семья отправилась в Бельгию, где Вера тяжело заболела. В 1922 году дядя Веры, герцог Эрнст II Саксен-Альтенбургский, пригласил их переехать в Германию. Елизавета Маврикиевна поселилась в родовом замке своей семьи близ Лейпцига, в маленьком городке Альтенбурге. Княжна Вера последовала за своей матерью полгода спустя, проведя некоторое время в Оберстдорфе в районе Альгой Баварских Альп, выздоравливая от туберкулеза. В Германии Вера Константиновна училась, занималась парусным спортом, состояла в немецком яхт-клубе «Ганза». В 1927 году умерла мать, Вера осталась жить в Альтенбурге у родственников. В 1930-е годы возглавляла многие эмигрантские мероприятия в Берлине, в особенности русские благотворительные балы. С 1936 года возглавляла берлинское Свято-Князь-Владимирское братство.
Без всяких осложнений правнучка российского императора всю войну провела в Германии, ведь её считали немкой. Во время войны она работала переводчицей в лагере для военнопленных, но немецкие чиновники вскоре отстранили её от этой должности за то, что она пыталась помогать узникам. В конце войны она вместе с родственниками пешком пошла на запад, спасаясь от наступавших советских войск. В разорённом послевоенном Гамбурге, как представитель Красного Креста, она делила время между церковью и походами по больницам и госпиталям, лагерям для перемещённых лиц, приводила священников к умирающим.
В 1945—1951 гг. работала переводчицей в английском отделении Красного Креста, в 1951 переехала в Нью-Йорк. Жила в доме Толстовского фонда (основанного дочерью Льва Толстого — Александрой Толстой), сотрудником которого был сын её сестры Теймураз Багратион-Мухранский. Американское гражданство не приняла.
В последние годы Вера Константиновна была единственной из Романовых, кто помнил дореволюционную жизнь и своих легендарных родственников. Она являлась живым воплощением лучших традиций Дома Романовых, пользовалась громадным почётом и уважением в кругах русской эмиграции. Часто останавливалась в доме Анны Смирновой-Марли (1917—2006) недалеко от православного Свято-Троицкого монастыря в Джорданвиле, США. В память о том, что её отец был попечителем всех военно-учебных заведений России, в том числе и кадетских корпусов, зарубежные кадеты приглашали её на все свои встречи и съезды.
Последние годы жизни провела в русско-американском доме престарелых, где и скончалась 11 января 2001 года. В отпевании приняли участие все иерархи Русской православной церкви за рубежом.
Похоронена на кладбище Успенского женского Новодивеевского монастыря в Нанует, Нью-Йорк.

## Династические споры
Княжна императорской крови Вера Константиновна никогда не признавала династических прав кирилловской ветви Романовых (потомков великого князя Кирилла Владимировича, объявившего себя императором) и в качестве почётного председателя возглавляла «Объединение членов дома Романовых». Кроме того, была почётной соратницей Российского имперского союза-ордена (начальник Ордена — Константин Веймарн) и почётным членом Высшего монархического совета (председатель Совета — Дмитрий Веймарн). Эти монархические организации считали её «легитимной наследницей российского престола», поскольку она абсолютно бесспорно по всем требованиям дореволюционного династического законодательства принадлежала к императорской фамилии.

## Личная жизнь
Замужем не была, детей не имела.